# Lepanthes empticia
Lepanthes empticia är en orkidéart som beskrevs av Carlyle August Luer och Béhar. Lepanthes empticia ingår i släktet Lepanthes och familjen orkidéer.
Artens utbredningsområde är Costa Rica. Inga underarter finns listade i Catalogue of Life.